# Dwór Badenich w Wadowie
Dwór Badenich – zabytkowy budynek znajdujący się w Krakowie w dzielnicy XVII przy ul. Glinik 63, w Wadowie.
Klasycystyczny, lecz  o cechach neorenesansowych, murowany dwór powstał w 1874 roku. Zaprojektował go Antoni Łuszczkiewicz dla właściciela Wadowa, Józefa Badeniego. Został zbudowany w miejscu wcześniejszego budynku, z którego pozostały tylko piwnice. Jest asymetryczny, złożony z dwóch prostopadle ustawionych prostokątów, przykryty czterospadowym dachem o niewielkim kącie nachylenia. Wydłużony parterowy korpus z piętrowym ryzalitem od strony północnej urozmaicony został arkadowym portykiem, na którego belkowaniu znajduje się napis „Z DARÓW BOŻYCH” oraz płaskorzeźbione herby rodowe: Wężyk i Bończa. Od strony południowej zachowała się także dekoracja z fryzów poniżej dachu oraz umieszczona w niszy figura Matki Bożej, a poniżej figury kamienny wazon. Wokół pałacu założono park krajobrazowy, który mocno zdewastowany przetrwał do dziś.
Dwór był własnością Badenich do 1930 r., następnie został kupiony przez Zofię Kulinowską (zm. 1995), która mieszkała w nim do 1945 roku. Potem w budynku znajdowała się szkoła, a od lat 70. XX wieku przedszkole. W latach 90. właścicielem dworu stała się Gmina Miejska Kraków. W 2003 r. przedszkole zostało zamknięte, a budynek przestał być użytkowany i jego stan techniczny bardzo się pogorszył. Park przy budynku ma charakter rekreacyjny i sportowy (znajduje się w nim boisko).
2 listopada 2008 r. nad ranem na poddaszu dworu wybuchł pożar. Spłonęła część drewnianego strychu ze stropem i dachem. 
W 2019 r. rozpoczęły się konsultacje dotyczące remontu dworu. Prace wstępne rozpoczęto w 2021 r., a właściwy remont rozpoczął się w 2024 r.

Dwór i park w 2010
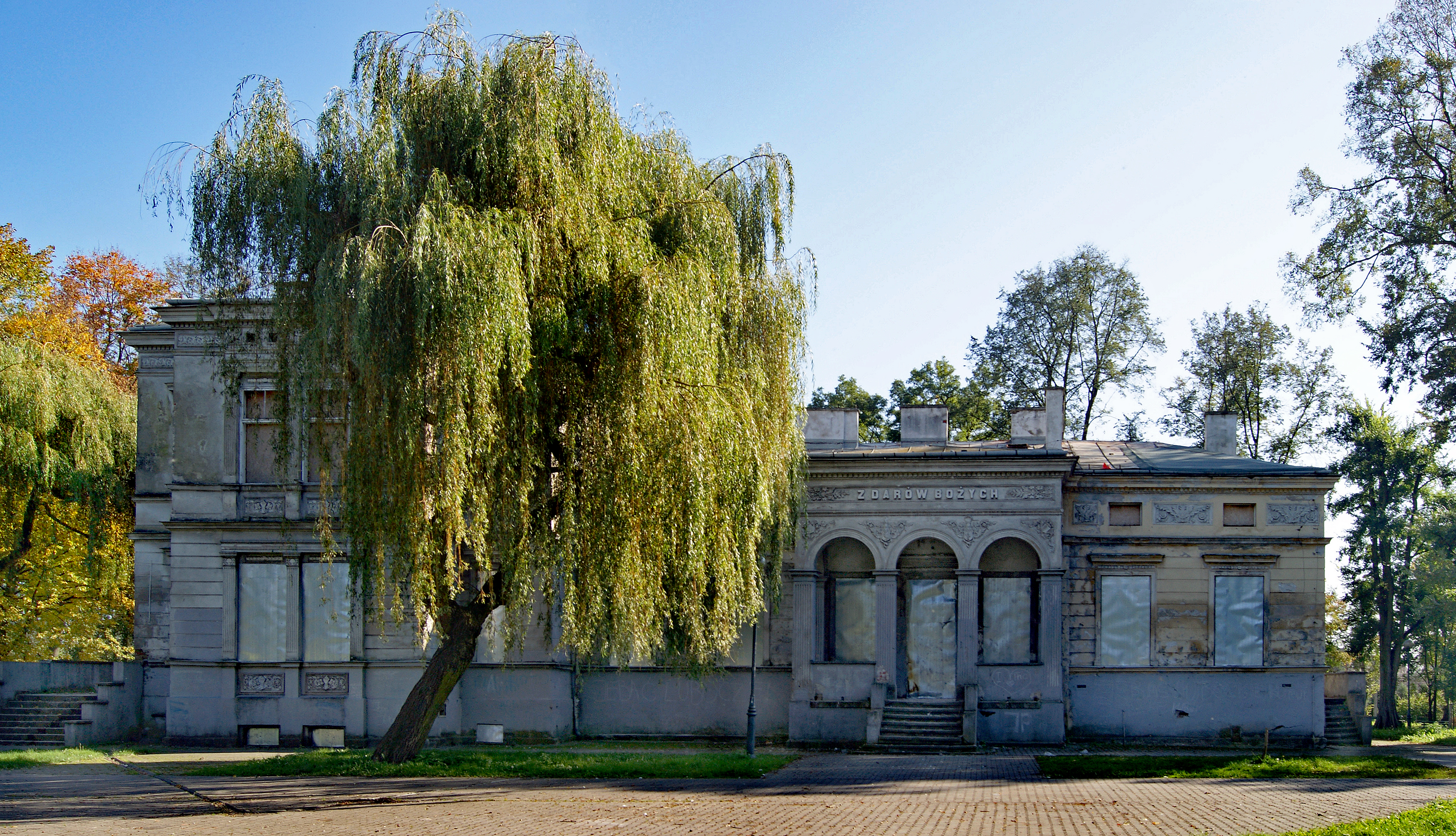
Dwór, widok od strony północnej
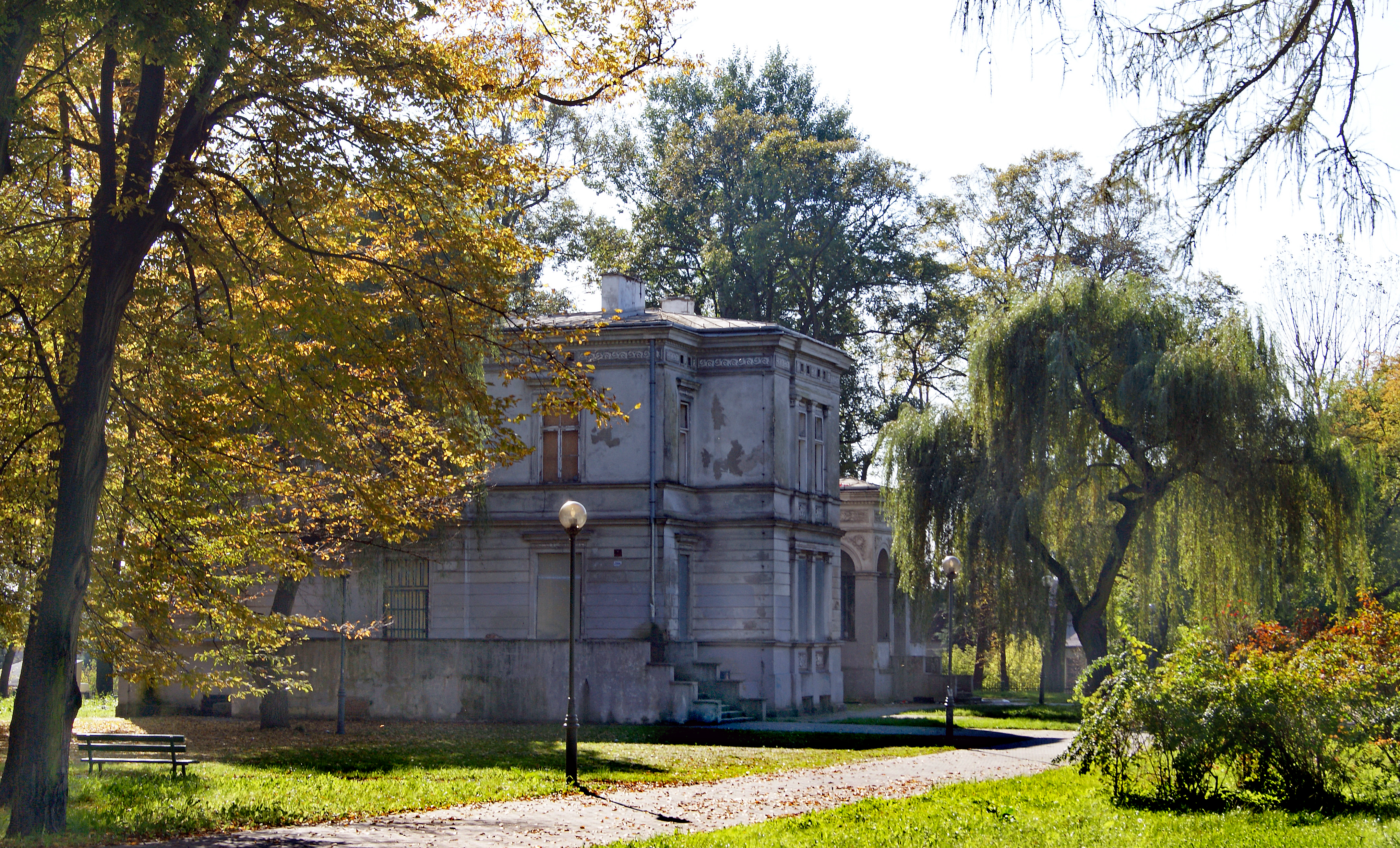
Dwór i park